# Lillibullero
Lillibullero ist der geläufigste Titel eines vermutlich im frühen 17. Jahrhundert in Irland entstandenen Volksliedes. Der charakteristische 6/8-Takt legt dabei nahe, dass es sich ursprünglich um einen Jig gehandelt hat. Als solcher wird das Stück bis heute gerne von Folk-Musikern interpretiert. Es besteht aber auch die Vermutung, dass Lillibullero zunächst ein Wiegenlied gewesen sei, was dadurch untermauert wird, dass sich eine Variante der Melodie zu dem bis heute (hauptsächlich in den USA) äußerst populären Rock-a-bye baby weiterentwickelt hat. Außerhalb der britischen Inseln ist die Bekanntheit von Lillibullero vor allem auf den Umstand zurückzuführen, dass das Lied vom BBC World Service ab der zweiten Hälfte des 20. Jahrhunderts als Erkennungsmelodie verwendet wurde. Für die Schreibweise des Titels sind zahlreiche Varianten gebräuchlich, darunter beispielsweise Lilliburlero, Lily Bolero und viele andere mehr.

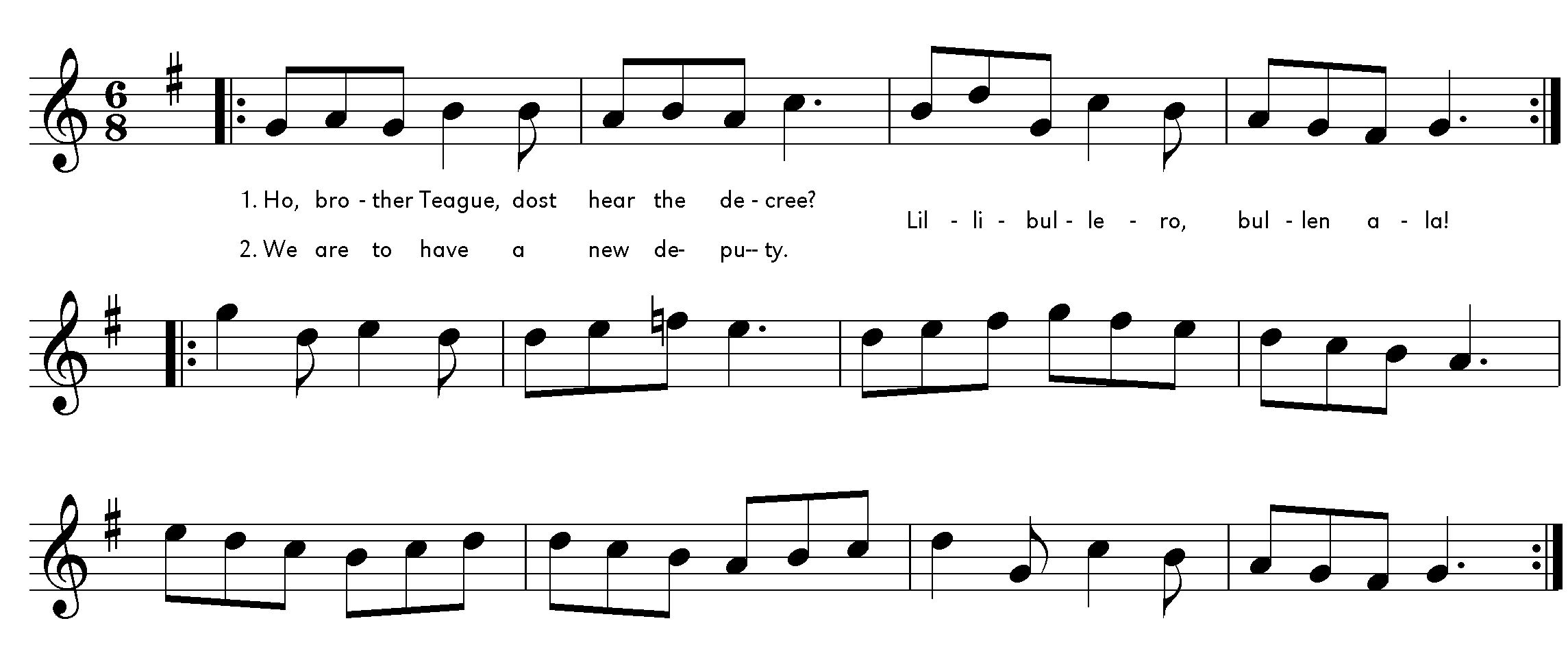
mini|zentriert|Melodie von Lillibullero mit dem Text der ersten Strophe

Das Lied ist im Roud Folk Song Index unter Nummer 3038 verzeichnet.

## Frühe Überlieferung der Melodie

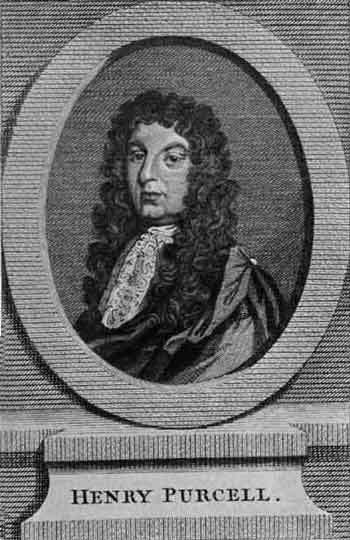
Henry Purcell
gab vor, der Komponist der Melodie gewesen zu sein.

Angenommen wird, dass die Melodie in England bereits zur Zeit des Bürgerkriegs, also kurz vor Mitte des 17. Jahrhunderts, bekannt war. Die Entstehung in Irland wird auf dieser Vermutung aufbauend für die Zeit um 1620 angesetzt. Die erste gesicherte Überlieferung der Melodie findet sich in der 1661 in London publizierten anonymen Sammlung An Antidote Against Melancholy; der Text des Liedes beginnt hier mit den Worten „There was an old man of Waltham Cross“. Die ursprünglich irische Herkunft der Weise scheint den Zeitgenossen jedoch bewusst gewesen zu sein. Dies geht unter anderem auch aus dem Titel hervor, den der Komponist Henry Purcell wählte, als er die Melodie 1689 als A New Irish Tune in G in Musick’s Hand-Maid, einer Sammlung eigener Kompositionen für Cembalo, veröffentlichte. Der Barockmusik war die moderne Vorstellung vom melodischen Einfall als „geistiges Eigentum“ eines bestimmten Komponisten noch weitgehend fremd, daher wäre es ahistorisch, Purcell des Plagiats zu bezichtigen. Entsprechendes gilt für die Marche du Prince d’Orange, die in einer handschriftlichen Fassung (Signatur Ms. Mus. Sch. F576, 9–12) in der Bodleian Library der Universität Oxford als Komposition Jean-Baptiste Lullys (LWV 75/18) aufgeführt wird. Die Handschrift in der Bodleiana erwähnt auch den Alternativtitel Lairi bollairy/bolli nola, der darauf hinweist, dass die scheinbaren Nonsenssilben, die bis heute einen erheblichen Teil der bekanntesten Textvarianten ausmachen, damals bereits gesungen wurden. Derselbe Marsch wird auch Lullys Konkurrenten als Hofkomponist Ludwigs XIV., nämlich André Philidor zugeschrieben. In beiden Fällen ist es jedoch nicht möglich, die Entstehungszeit genauer zu datieren als auf die letzten Jahrzehnte des 17. Jahrhunderts, so dass aus den französischen Versionen nicht sicher geschlossen werden kann, ob die Lillibullero-Silben bereits unabhängig von dem später so bekannten politisch-satirischen Text in Gebrauch waren.

## Politische Satire

### Der englische Text aus der Zeit um 1690

Richard Talbot, 1st Earl of Tyrconnell
Seine Politik als Lord Deputy von Irland wird im Text von Lillibullero satirisch kommentiert.

Die Melodie ist im Verlauf von über drei Jahrhunderten mit etlichen verschiedenen Texten gekoppelt worden. Die meisten davon sind humoristischen Charakters, viele kommentieren Tagesgeschehen in satirischer Weise.
Besonders weite Verbreitung fanden die Spottverse, die den irisch-katholischen Anhängern des englischen Königs Jakob II. von ihren politischen Gegnern in den Mund gelegt wurden:

“Ho, brother Teague, dost hear the decree? We are to have a new deputy.
Oh, by my soul, it is a Talbot, and he will cut every Englishman’s throat.
Now Tyrconnell is come ashore, and we shall have commissions galore,
and everyone that won’t go to Mass, he will be turned out to look like an ass.
Now the heretics all go down, by Christ and St Patrick the nation’s our own.
There was an old prophecy found in a bog: the country’d be ruled by an ass and a dog.
Now this prophecy is all come to pass, for James is the dog and Tyrconnell’s the ass.”

„Heda, Bruder Teague, hast Du von dem Erlass gehört? Wir sollen einen neuen Lord Deputy bekommen.
Bei meiner Seele, es ist ein Talbot, und er wird jedem Engländer die Kehle durchschneiden.
Jetzt ist Tyrconnell gelandet, und wir werden Ernennungen zuhauf bekommen,
und jeder, der nicht zur Heiligen Messe geht, wird wie ein Esel dastehen.
Jetzt gehen die Häretiker zugrunde, und mit Christi und St. Patricks Hilfe wird das Land wieder unser sein.
Im Moor wurde eine alte Prophezeiung gefunden, nach der das Land einst von einem Esel und einem Hund regiert werde.
Diese Prophezeiung hat sich jetzt erfüllt, denn Jakob ist der Hund und Tyrconnell der Esel.“

Hier werden die politischen Ziele der Jakobiten in polemisch vereinfachter und überzeichneter Weise zusammengefasst. Erst aus der letzten Zeile erschließt sich unzweifelhaft, dass der Text eigentlich die Position der Gegenseite (nämlich der zum größeren Teil protestantischen Siedler englischer und schottischer Herkunft) vertritt. Letztere unterstützten die Glorious Revolution und damit den vom englischen Parlament favorisierten Thronanwärter, Jakobs Neffen und Schwiegersohn Wilhelm von Oranien, seit 1689 als Wilhelm III. König von England.
Der oder die anonymen Verfasser der oben zitierten Zeilen setzen, wie es für eine satirische Kommentierung der Tagespolitik nicht ungewöhnlich ist, eine intime Kenntnis der karikierten Ereignisse, Personen und Anschauungen sowie des alltäglichen Sprachgebrauchs voraus.
- Teague [teɪɡ] (auch taig, teg und andere Schreibweisen), eine Verballhornung des männlichen irischen Vornamens Tadhg [taɪɡ], ist ein bis heute gebräuchliches Schimpfwort für nationalistisch und katholisch gesinnte Iren.
- Richard Talbot, 1st Earl of Tyrconnell, war der Kandidat Jakobs II. für den Posten des Lord Deputy, also des obersten Repräsentanten der Krone in Irland. Als Talbot das Amt im Jahre 1685 antrat, war er seit fast zweihundert Jahren der erste katholische Ire in dieser Funktion.
- Die im Text angesprochenen „Ernennungen“ spielen auf die Politik Talbots an, Ämter und Posten (vor allem in der Armee) bevorzugt an Katholiken zu vergeben.
- Die Anspielung auf befürchtete gewalttätige Übergriffe gegen die englischstämmige Bevölkerung („cut every Englishman's throat“) spiegelt Erinnerungen an die Ausschreitungen während der Irischen Rebellion von 1641 wider.
- Die Anrufung Christi und des irischen Nationalheiligen St. Patrick im Zusammenhang mit sehr weltlichen Fragen karikiert eine in Irland bis in die jüngste Vergangenheit gängige Praxis.
- In gleicher Weise verspotten die abschließenden Zeilen den in der irischen Volksfrömmigkeit verbreiteten Glauben an Prophezeiungen. Die Gleichsetzung des Statthalters mit einem Hund lag für die Zeitgenossen auch insofern nahe, als Talbot Hound auch der Name einer in der britischen Aristokratie beliebten Jagdhundrasse war.
- Der am Ausgang der vierten Liedzeile verwendete Ausdruck ass wird im britischen Englisch synonym mit donkey (Esel) verwendet. Im später ausgeformten amerikanischen Englisch wurde ass eine vulgäre Bezeichnung des menschlichen Gesäßes, im Sinne von „Arsch“ (der britische Ausdruck dafür wäre arse). Insofern stellt die deutsche Übersetzung hier keinen Euphemismus dar.

### Der Silbengesang
Ein beträchtlicher Teil der Melodie, darunter der besonders eingängige Refrain, wird auf Silben gesungen, die im Englischen keinen verständlichen Sinn ergeben. Nichtsdestoweniger ist die scheinbar unsinnige Lautfolge Lillibullero sogar zum allgemein akzeptierten Titel des Liedes geworden. Die Praxis des Gesangs auf Nonsenssilben gehört zum gängigen Repertoire der meisten Volksliedtraditionen Europas, und auch in den meisten anderen Musikkulturen der Welt ist sie anzutreffen. Häufig handelt es sich tatsächlich nur um rhythmische Füllsel („trallala“), nicht selten können solche Silbenfolgen aber auch ein Indiz für die Übernahme fremdsprachlicher Textfragmente sein.
Im Fall von Lillibullero liegt der Versuch nahe, die entsprechenden Passagen als verballhornte irische Satzfragmente zu deuten, und tatsächlich existieren zahlreiche dahingehende Spekulationen:
- Der Kehrreim wird gedeutet als der irische Satz lile ba léir é, ba linn an lá, was so viel bedeute wie „‚Lilly‘ war klar/hell und der Tag war unser“. Um wen oder was es sich bei „Lilly“ handelt, erfordert allerdings eine weitere Erklärung. Vermutet wird ein Bezug zur fleur de lis (die Lilie, engl. lily, als heraldisches Symbol des französischen Königtums) und damit eine Anspielung auf Frankreich als Verbündeten der Stuart-Könige und der irischen Katholiken.
- Ein gewisser William Lilly habe bereits im 16. Jahrhundert Prophezeiungen verkündet oder gedeutet, die einen katholischen König auf dem englischen Thron voraussagten. In diesem Sinne verstünde sich der obige irische Satz als: „Lilly hat es deutlich gesagt, unser Tag wird kommen.“
- Lilli sei eine Koseform des Vornamens William, und bullero sei zu entschlüsseln als das irische buaill léir ó, was dann bedeute: „Wilhelm (von Oranien) besiegte alle, die noch verblieben waren“.

Ob es sich bei den Nonsenssilben ursprünglich um irische Worte handelt und ob sie gegebenenfalls tatsächlich in dem geschilderten, relativ engen Zusammenhang mit der Aussage des englischen Texts stehen, konnte aber über diese recht spekulativen Ansätze hinaus bis heute nicht geklärt werden. Gerade dieser letztlich bedeutungslose Teil des Texts wurde aber, im Wesentlichen unverändert, in viele neue Versionen übernommen.

### Rock-a-bye Baby
Eine Variante der Melodie entwickelte sich zu dem hauptsächlich in den Vereinigten Staaten populären Lied Rock-a-bye baby weiter.

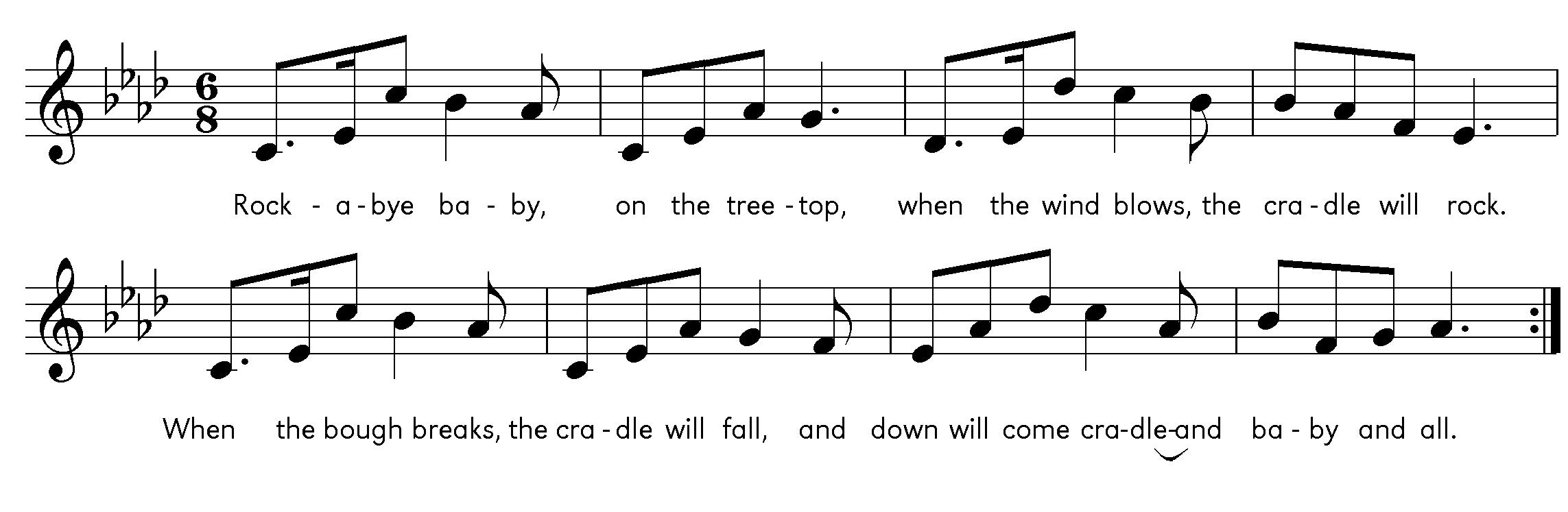
mini|zentriert|Melodie und Text von Rock-a-bye Baby